# Nuestra Señora de Valvanera
La Virgen de Valvanera es una advocación mariana de la sierra de la Demanda, en La Rioja (España), comunidad de la cual es patrona y es una de las patronas de las comunidades autónomas de España. La imagen actual es una talla considerada de un románico primitivo, de finales del siglo XI d. C. o comienzos del siglo XII d. C..
La Iglesia católica conmemora la festividad de la advocación el 8 de septiembre.

## El hallazgo

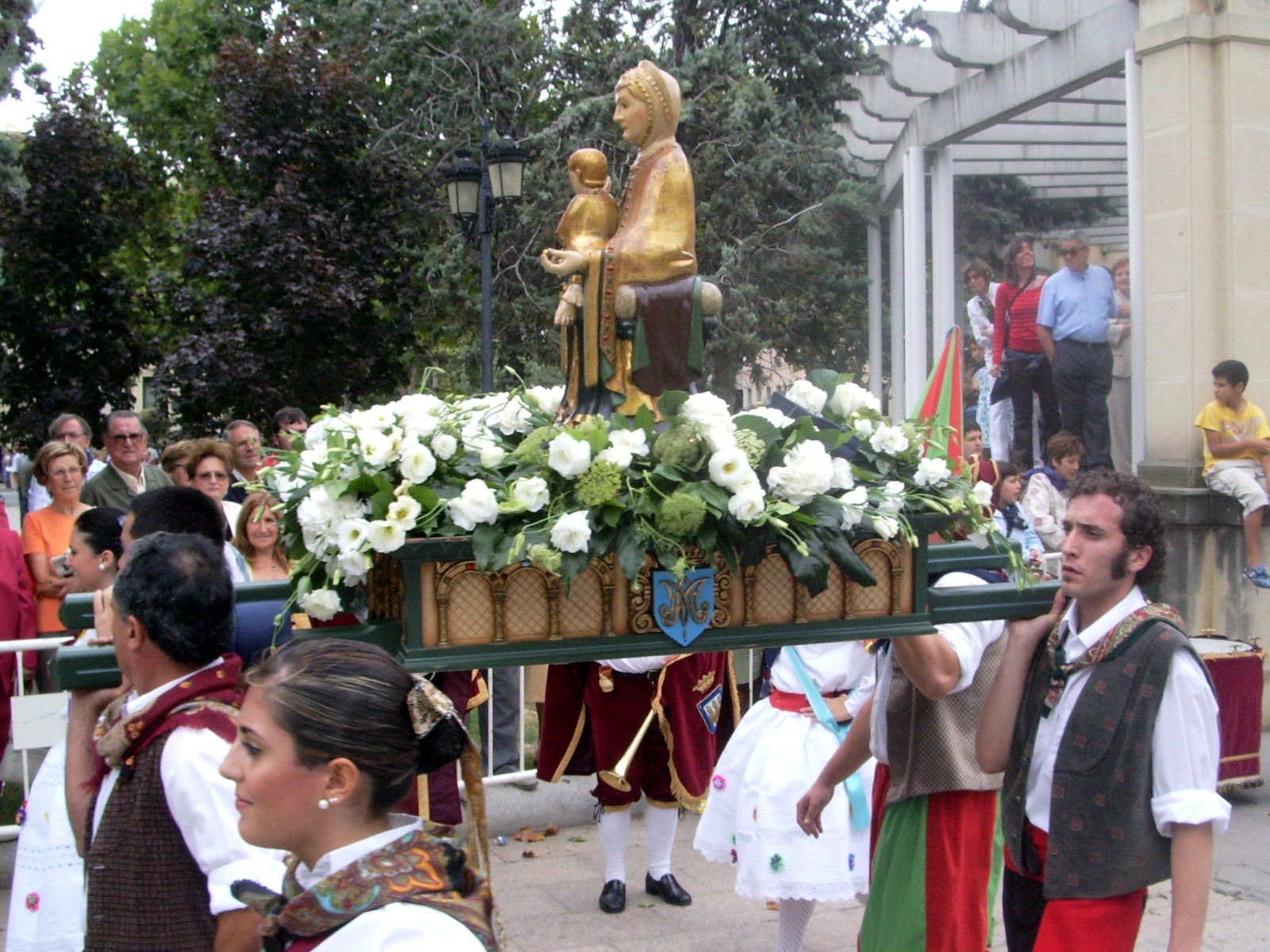

La aparición de la imagen está relatada en la Historia Latina, escrita en 1419 por Rodrigo de Castroviejo (Abad de Valvanera), como traducción de un texto en latín del siglo XII d. C. escrito probablemente por Gonzalo de Berceo. Cuenta que el ladrón Nuño Oñez, oyendo el rezo de la que iba a ser su víctima, se arrepintió de sus crímenes, encomendándose a la Virgen María para que le ayude a cambiar su vida. Un día durante sus oraciones se le apareció un ángel, indicándole que fuera a Valvanera en busca de un roble que sobresaliese de los demás, de cuyo pie brotaba una fuente y que contenía varios enjambres de abejas, donde encontraría una imagen de la Virgen María. Acudió a dicho lugar con el clérigo Domingo encontrando la imagen. En ese lugar comenzarían a edificar un lugar de culto a la Virgen, en el último tercio del siglo IX d. C..
Con este hallazgo se daría origen al Monasterio de Valvanera, donde actualmente se venera a esta imagen, custodiada por monjes benedictinos.
La coronación canónica de la imagen tuvo lugar en el Espolón de Logroño el 15 de octubre de 1954.

### El Niño con el rostro volteado
Dice una piadosa tradición oral que alrededor del año 1000 el Niño Dios de la imagen tenía su mirada a la derecha y hacia abajo mirando al feligres, un joven matrimonio se casó en el Santuario de Valvanera, pero lograron ingeniárselas para quedarse hasta en la noche e ingresando en la sacristía del Santuario y presas del deseo comenzaron a besarse justo donde el Niño Dios tenía fija su mirada, cuando las caricias de la joven pareja subieron de tono el cuerpo del Niño Dios cobrando vida se volteó a la izquierda junto con su divina mirada, al ver esto las pocas personas que se encontraban rezando en el Santuario empezaron a gritar ¡Milagro! ¡Milagro!
La joven pareja salió de la sacristía casi semi desnudos y apenados pidieron perdón con corazón arrepentido pero el Niño Dios ya no quiso volver a la posición original, es por eso que algunas pinturas muestran en el libro abierto que sostiene el Santo Niño está frase "Voltio Cristo el rostro, por no ver un sacrilegio"

### La imagen[1]
La Virgen aparece vestida con un traje teñido en quermes adornado modestamente y cubierta de una capa de añil cargada en su pierna izquierda. La cabeza de la virgen lleva un manto blanco. Está sentada en actitud de reina, con la pierna derecha más atrás que la izquierda de la que ve su pie calzado con sandalias, en el borde de la cavidad de un roble, haciendo ademán de ponerse de pie. El tronco grabado internamente por sutiles celdas hexagonales como las del panal de abejas, representa la creación -de la cual María es Reina- y el vacío del ser humano que sólo encuentra plenitud en los misterios de Dios. 
Sostiene al Niño Jesús en su rodilla derecha, vestido de túnica blanca. La mano derecha de la Virgen delicadamente sostiene el torso de Jesús que pareciera querer saltar lleno de alegría hacia los brazos del fiel que observa la imagen y cuyos rostros se cruzan entre una sonrisa; el Divino Niño, Palabra Eterna que se hizo carne, sostiene en su mano izquierda un evangeliario que aprieta en su pecho junto a su corazón, mientras que con la mano derecha, con un gesto lleno de ternura, da la bendición al fiel que observa la imagen. 
La Virgen, en su mano izquierda muestra delicadamente, a la altura de su pecho, su maternal corazón, coronado con una flor silvestre blanca que pareciera ser una Cistus salviifolius, común en la península ibérica, que simboliza las gracias y favores que ella concede a sus hijos. 
El pie izquierdo de María pisa una serpiente, evocando a María como nueva Eva, la enemistad puesta entre la mujer y la figura del maligno en el Génesis. El pedestal hexagonal dorado recuerda el color de la miel que brotó del tronco en que fue hallada la imagen y representa el gozo de la divinidad. 
Junto a la imagen se muestra un cofre, lleno de joyas y reliquias (según el relato del hallazgo de la imagen, junto a ella fueron hallados trozos de la Mesa en que Cristo instituyó la Eucaristía y de la Santa Cruz, cabellos de la cabeza de María Santísima y leche virginal de sus sagrados pechos). Es figura de la promesa de la Virgen que no falten los bienes terrenales y celestiales entre los fieles que le veneren con sincero corazón. 
Las coronas son tumulares, con forro azul y rojo, como las de la realeza española.

## Oraciones de la misa

### Oración Colecta
Te pedimos, Señor, 
que la maternal intercesión de la Madre de tu Hijo 
libre de los males del mundo 
y conduzca a los gozos de tu reino 
a los fieles que se alegran 
al saberse protegidos por el patrocinio
de la siempre Virgen María de Valvanera. 
Por nuestro Señor Jesucristo, tu Hijo.

### Oración sobre las ofrendas
Jubilosos de poder celebrar 
la festividad de la madre de tu Hijo
te ofrecemos, Señor, este sacrificio de alabanza
y te suplicamos que por estos sagrados misterios
se acreciente en nosotros los frutos de la redención eterna.
Por Jesucristo, Nuestro Señor.

### Oración después de la comunión
Al recibir estos sacramentos, Señor, 
imploramos de tu misericordia,
que cuantos gozamos en la fiesta de María, siempre Virgen,
nos entreguemos como ella al servicio de tu plan de salvación sobre los hombres.
Por Jesucristo, Nuestro Señor.

## Himno
Rosa de la Montaña, Virgen de Valvanera,
Con un beso en los labios, viene la Rioja entera a jurar
De rodillas que su reina eres tú.
Tuyas son nuestras almas y nuestros corazones
Y por eso anhelamos rendirte los pendones
Y besar cual vasallos tu manto de tisú.
Gloria a la Virgen pura, Reina de Valvanera.
Gloria, la tierra entera repita sin cesar.
Repitan las Montañas los cánticos de gozo
En célico alborozo júbilo sin par.
Tú eres nuestra esperanza, Tú eres nuestra dulzura
Para ti en la montaña, para ti en la llanura 
florece en los riojanos la rosa del amor.
¡Honor de nuestro pueblo, gloria de nuestra tierra,
Amor de nuestros padres que en día allí en la sierra
Te vieron en el Roble vestida de esplendor!
Gloria ...
Trajiste a nuestros valles un resplandor de aurora
Y desde entonces fuiste nuestra Reina y Señora
sobre ese trono augusto que te erigió la fe.
Nuestra bendita tierra fue para ti un sagrario
Y el corazón riojano fue sólo un relicario,
Y tu eres la reliquia que se venera en él.
Gloria ...
Y tuyos siempre fuimos. Nuestra plecara historia
Fue solamente un verso del himno de tu gloria,
De nuestros heroísmos, tú fuiste inspiración.
A la gloria de España trazaste derroteros,
De tus divinos ojos, como de dos luceros,
La ruta iluminada pudo encontrar Colón.
Gloria ...
Con tu nombre en los labios murieron nuestros padres
Y al calor venturoso de nuestras santas madres,
Tu amor en nuestros pechos brotó como una flor.
Guardalo allí, juramos, dulce madre y Señora,
Y, cuando de la muerte, por fin, suerte la hora,
Muriendo te diremos: ¡Amor, Amor, Amor!

Gloria ...

## Imágenes en otras localidades

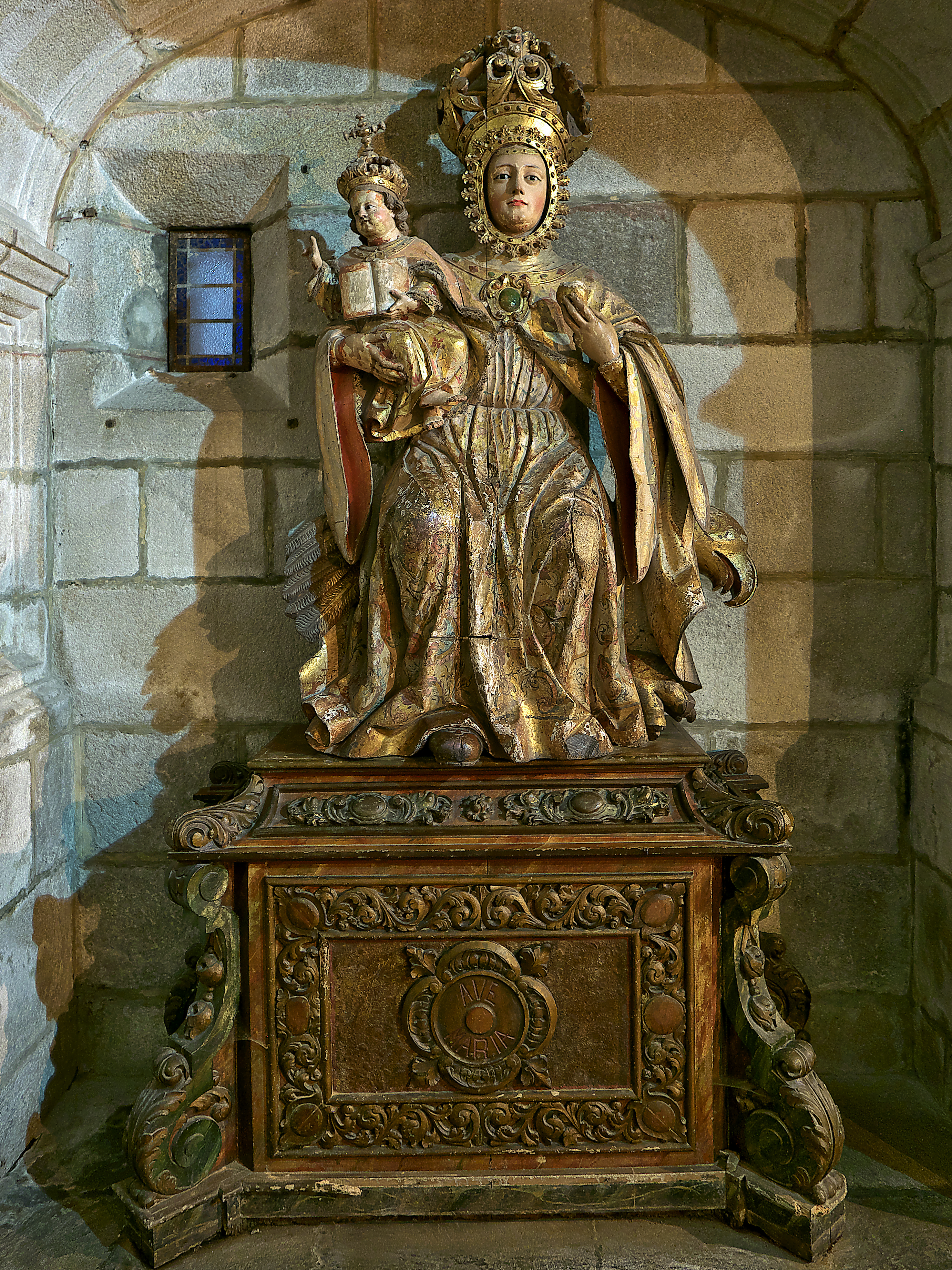
Monasterio de San Juan de Poyo, Pontevedra

### España
- En la iglesia de San Ginés de Arlés de Madrid, hay una capilla dedicada a la Virgen de la Valvanera, a la izquierda del altar mayor. En ella hay una talla de la virgen colocada en el año 1723 por distintos riojanos afincados en Madrid, que conformaban la Real e ilustre Congregación de Nuestra señora de Valvanera de Naturales y Oriundos de la Provincia de la Rioja.

- Imagen de la Virgen de Valvanera que se encuentra en la iglesia de San Juan Bautista de la localidad de La Haba, Badajoz.
- En la parroquia de la Virgen de la Candelaria de Zafra, (Badajoz) el Gremio de Mercaderes procedentes de la Tierra de Cameros, (La Rioja) promovió y costeó el retablo levantado en la Capilla del Sagrario y de Santa Ana, hoy de la Valvanera, como trono a su patrona la Virgen de Valvanera en 1744. Es obra Juan Ramos de Castro, natural de Jerez de los Caballeros.
- En la localidad madrileña de San Sebastián de los Reyes se encuentra la iglesia parroquial de Nuestra Señora de Valvanera, en la cual también hay una imagen de la Virgen.
- En la iglesia de San Benito de Sevilla, se encuentra una imagen de la Virgen de Valvanera realizada a finales del siglo XVII d. C. que es la titular de la hermandad del mismo nombre. Los orígenes de la hermandad datan de 1725 y realiza una procesión anual por las calles aledañas al templo en el mes de septiembre.[2]
- En Cambados (Pontevedra), anexa al Pazo de Montesacro, se encuentra la Capilla de Nuestra Señora de Valvanera, cuya fiesta es celebrada los días 7 y 8 de septiembre en el barrio marinero de San Tomé do Mar.

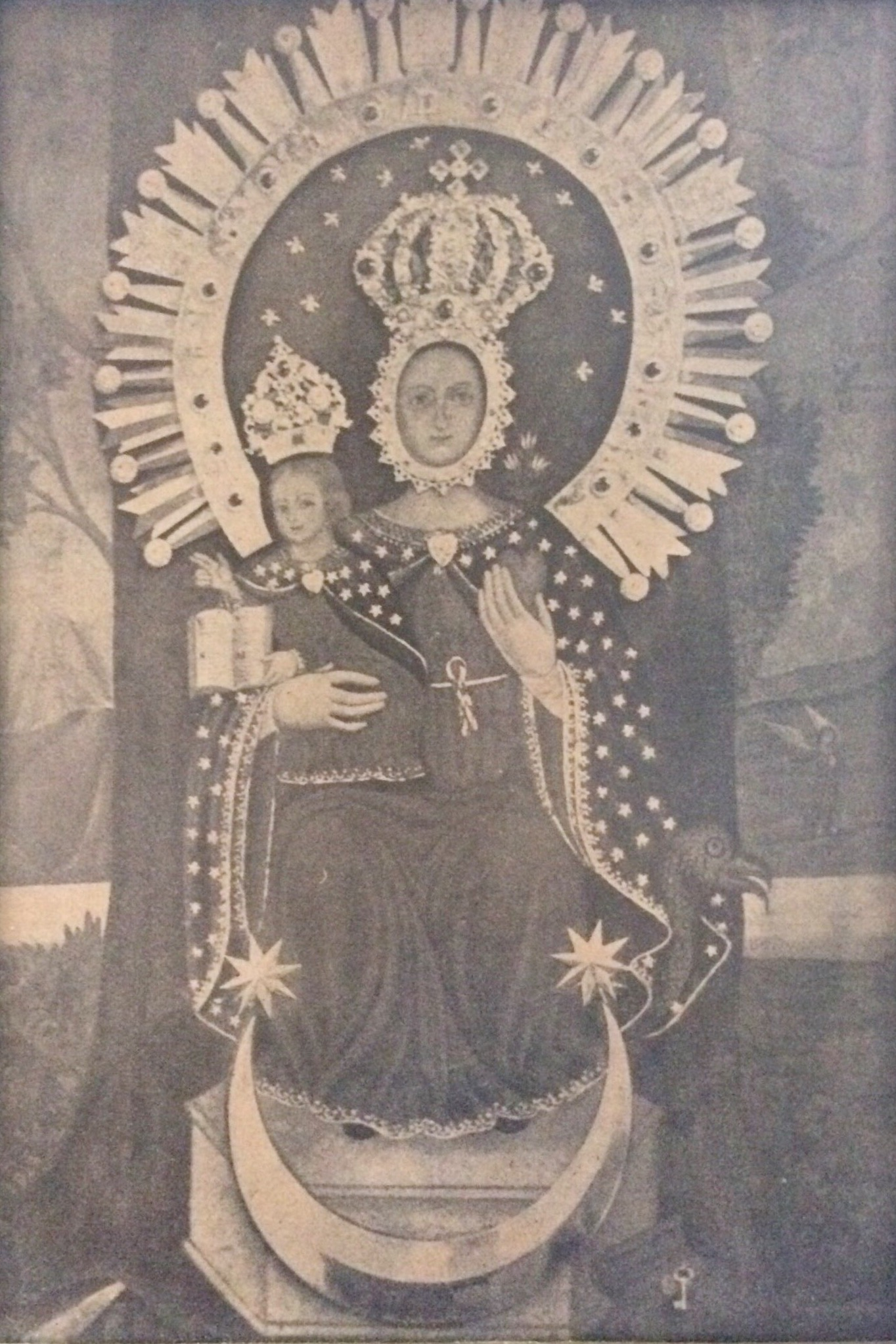
Santuario diocesano de Nuestra Señora de Valvanera, Sonsón.

- En La Felguera, Asturias existía una capilla dedicada a la Virgen de Valvanera en su fábrica siderúrgica, que fue derribada al ampliar la factoría.

### México
- En la comunidad de La Aduana, municipio de Álamos, estado de Sonora (México), existe una capilla del siglo XVIII d. C. dedicada a la Virgen de Balvanera (variante ortográfica de Valvanera), donde anualmente el 21 de noviembre se dan cita miles de peregrinos de distintas poblaciones a festejarle su día a la santísima virgen.

- En la Catedral de Nuestra Señora de Balvanera, antiguo convento Concepcionista, en el centro de la Ciudad de México.

### Perú
- En Lima - Perú en la iglesia San Agustín hay una imagen de la Virgen de Valvanera.

### Venezuela
- En la ciudad de El Tocuyo, Estado Lara (Venezuela), se encuentra la capilla la Valvanera, donde se venera una tablilla donde está reflejada la imagen de la Virgen y el Niño Jesús con sus piececitos a la izquierda.

### Colombia
- Venerada en el municipio de Pitalito, Huila, Colombia, desde finales del siglo XIX d. C. inicialmente en una imagen en lienzo y, luego, por una imagen en bulto, mandadas a traer de Quito por Don Nemesio Rojas.[3] Posteriormente se dejó la imagen en bulto en custodia de la capilla anexa al colegio de La Presentación, misma que se convertiría en santuario mariano de la diócesis de Garzón. Tras el Terremoto de 1967 se inició la construcción del templo nuevo y se restauró el santuario.
- En el barrio Pedregal, municipio de Medellín, departamento de Antioquia (Colombia), se halla una iglesia consagrada a la Virgen de la Valvanera.
- En la Basílica menor de Nuestra Señora del Carmen, municipio de La Ceja, departamento de Antioquia (Colombia), uno de sus vitrales muestra la imagen de la Valvanera, donada por José Ángel y Margarita Bernal de Ángel.
- En el parque la libertad de la ciudad de Pereira, departamento de Risaralda, Colombia, se encuentra la iglesia la Valvanera.
- En el Municipio de Coamo, Puerto Rico existe una ermita de la Virgen de Valvanera.
- En el Municipio de Chía, Cundinamarca, Colombia, en el cerro que lleva su mismo nombre, se encuentra la iglesia de la Virgen de Valvanera. Fue fundada en 1936 bajo la dirección del entonces párroco de Chía, Luis Alejandro Jiménez M.
- En el Municipio de Sonsón, departamento de Antioquia (Colombia) existe un santuario diocesano que le rinde fervor a la Virgen de Valvanera.
- En Bogotá Colombia, en el barrio Restrepo, al sur de la ciudad, reposa la iglesia de Nuestra Señora de La Valvanera, nombre que también recibe el parque central del barrio, y uno de los colegios parroquiales.

### El Salvador
- La Virgen de la Vanvanera también tiene una capilla, ahora parroquia, en la ciudad de Santa Ana, El Salvador

### Ecuador
- La Virgen de Balbanera (con una variante ortográfica) es benerada en su santuario en Ecuador en la provincia de Chimborazo cantón Colta parroquia Balbanera, el santuario fue creado el 15 de agosto de 1534, siendo este el primer templo católico traído a este país por los españoles que ahí llegaron.Y su fiesta se celebra el 8 de septiembre de cada año.

### Guatemala
- En la Ciudad de Guatemala en la Basílica Menor de la Virgen del Rosario, iglesia de Santo Domingo ubicada en el centro histórico de la ciudad hay una imagen de esta advocación mariana.
- En el templo de Santo Domingo Mixco, en Guatemala, se venera una imagen de la Virgen de Valvanera. Es de las más antiguas de la parroquia, se cree fue traída por los dominicos que vinieron de España a encargarse del curato de Mixco.